# Zéfal
Zéfal est une entreprise française spécialisée dans la fabrication d'accessoires de cycles basée à Jargeau dans le département du Loiret en région Centre-Val de Loire.

## Historique
L'entreprise est créée en 1880,, par Étienne Sclaverand, tourneur et concepteur des valves Presta. Son entreprise est rachetée par Edouard-Charles Morin en 1900.
Parrallèlement, les frères Rousseau créent en 1892 les établissements AFA, rachetés par Louis Poutrait en 1919.
En 1935, les deux sociétés fusionnent et deviennent les Établissements Poutrait-Morin. Dans l'entre-deux guerres, l’entreprise est réquisitionnée par l'armée française pour fabriquer des seringues. Elle quitte alors son siège d'Aubervilliers (Seine-Saint-Denis) et rejoint Jargeau (Loiret) en 1938,, perçu comme moins vulnérable en cas d’avancée allemande. Elle y emménage dans les locaux d'une ancienne féculerie datant du XIXe siècle située en contrebas de la levée de la Loire.
Dans les années 1990, avec l’apparition de la pratique du vélo tout terrain, Zéfal lance de nouveaux produits comme des bidons et de la bagagerie spécifique.
En 2009, les activités considérées comme non rentables et très concurrentielles sont cédées, c'est le cas de la bagagerie Chapak et des plateaux et pédaliers Stronglight.
En 2013, la société produit directement 60 % de son chiffre d'affaires dans son usine de 12 000 m2 et exporte 60 % de sa production,.

## Produits
Zéfal produit des pompes, des bidons et porte-bidons, des gonfleurs, des contrôleurs de pression, des rétroviseurs, des porte-bagages, de la bagagerie, des garde-boue, des huiles et graisses, des nécessaires de réparation, des cale-pieds et des courroies.

## Organisation
Zéfal a un seul site de production français à Jargeau (Loiret), 40% de la production étant faite à l'étranger.

## Sponsorisation
En 2017, Zéfal sponsorise les équipes de cyclisme professionnelles Cofidis, La Française des jeux, AG2R La Mondiale, Fortunéo-Vital Concept, Delko-Marseille-Provence et L'Équipe cycliste Armée de terre.